# Armênia nos Jogos Olímpicos de Inverno de 2022
Armênia participou dos Jogos Olímpicos de Inverno de 2022, realizados em Pequim, na China.
Foi a oitava aparição do país em Olimpíadas de Inverno. Foi representado por seis atletas, sendo três homens e três mulheres.

## Competidores
| Esporte             | Masculino | Feminino | Total |
| ------------------- | --------- | -------- | ----- |
| Esqui alpino        | 1         | 0        | 1     |
| Esqui cross-country | 1         | 2        | 3     |
| Patinação artística | 1         | 1        | 2     |
| Total               | 3         | 3        | 6     |

## Desempenho

### Esqui alpino
Masculino
| Atleta               | Evento         | Descida 1 | Pos. | Descida 2   | Pos.        | Total       | Pos.        | Ref.  |
| -------------------- | -------------- | --------- | ---- | ----------- | ----------- | ----------- | ----------- | ----- |
| Harutyun Harutyunyan | Slalom gigante | DNS       | DNS  | Não avançou | Não avançou | Não avançou | Não avançou | [ 4 ] |

### Esqui cross-country
Masculino
| Atleta             | Evento          | Clássico | Clássico | Livre   | Livre | Final     | Final   | Final | Ref.  |
| Atleta             | Evento          | Tempo    | Pos.     | Tempo   | Pos.  | Tempo     | Dif.    | Pos.  | Ref.  |
| ------------------ | --------------- | -------- | -------- | ------- | ----- | --------- | ------- | ----- | ----- |
| Mikayel Mikayelyan | 15 km clássico  | —        | —        | —       | —     | 43:09.1   | +5:14.3 | 61    | [ 5 ] |
| Mikayel Mikayelyan | 30 km skiathlon | 42:09.7  | 37       | 43:08.5 | 47    | 1:25:53.7 | +9:43.9 | 47    | [ 6 ] |

Feminino
| Atleta            | Evento         | Clássico | Clássico | Livre | Livre | Final   | Final    | Final | Ref.  |
| Atleta            | Evento         | Tempo    | Pos.     | Tempo | Pos.  | Tempo   | Dif.     | Pos.  | Ref.  |
| ----------------- | -------------- | -------- | -------- | ----- | ----- | ------- | -------- | ----- | ----- |
| Katya Galstyan    | 10 km clássico | —        | —        | —     | —     | 34:37.5 | +6:31.2  | 74    | [ 7 ] |
| Angelina Muradyan | 10 km clássico | —        | —        | —     | —     | 39:43.4 | +11:37.1 | 94    | [ 7 ] |

| Atleta         | Evento                | Qualificatório | Qualificatório | Qualificatório | Quartas de final | Quartas de final | Quartas de final | Semifinal   | Semifinal   | Semifinal   | Final       | Final       | Final       | Ref.  |
| Atleta         | Evento                | Tempo          | Diferença      | Pos.           | Tempo            | Dif.             | Pos.             | Tempo       | Dif.        | Pos.        | Tempo       | Dif.        | Pos.        | Ref.  |
| -------------- | --------------------- | -------------- | -------------- | -------------- | ---------------- | ---------------- | ---------------- | ----------- | ----------- | ----------- | ----------- | ----------- | ----------- | ----- |
| Katya Galstyan | Velocidade individual | 4:00.48        | +51.45         | 80             | Não avançou      | Não avançou      | Não avançou      | Não avançou | Não avançou | Não avançou | Não avançou | Não avançou | Não avançou | [ 8 ] |

### Patinação artística
Misto
| Atleta                               | Evento        | Dança rítmica | Dança rítmica | Dança livre | Dança livre | Geral  | Geral | Ref.  |
| Atleta                               | Evento        | Tempo         | Pos.          | Tempo       | Pos.        | Tempo  | Pos.  | Ref.  |
| ------------------------------------ | ------------- | ------------- | ------------- | ----------- | ----------- | ------ | ----- | ----- |
| Tina Garabedian Simon Proulx-Sénécal | Dança no gelo | 65.87         | 19 Q          | 101.16      | 16          | 167.03 | 18    | [ 9 ] |

Legenda
| Recorde mundial      | Recorde mundial (World record)               |                       | Recorde africano                      | Recorde africano (African) |                                           | Q | Classificado por posição (Qualified) |
| Recorde olímpico     | Recorde olímpico (Olympic record)            | Recorde da América    | Recorde da América (Americas)         | q                          | Classificado por melhor tempo (Qualified) |   |                                      |
| Melhor marca do ano  | Melhor marca do ano (World leading)          | Recorde asiático      | Recorde asiático (Asian)              | DNS                        | Não largou (Did not start)                |   |                                      |
| Recorde nacional     | Recorde nacional (National record)           | Recorde europeu       | Recorde europeu (European)            | DNF                        | Não terminou (Did not finish)             |   |                                      |
| Recorde pessoal      | Recorde pessoal do atleta (Personal best)    | Recorde da Oceania    | Recorde da Oceania (Oceania)          | DSQ / DQ                   | Desclassificado (Disqualified)            |   |                                      |
| Recorde da temporada | Recorde da temporada do atleta (Season best) | Recorde sul-americano | Recorde sul-americano (South America) | NM                         | Sem marca (No mark)                       |   |                                      |